# Mata Taua Peak
Mata Taua Peak är en bergstopp i Antarktis. Den ligger i Östantarktis. Nya Zeeland gör anspråk på området. Toppen på Mata Taua Peak är 2 972 meter över havet. Mata Taua Peak ingår i Royal Society Range.
Terrängen runt Mata Taua Peak är kuperad åt nordost, men åt sydväst är den bergig. Trakten är obefolkad. Det finns inga samhällen i närheten. 